# Anigozanthos gabrielae
Anigozanthos gabrielae là một loài thực vật có hoa trong họ họ Huyết bì thảo. Loài này được Domin mô tả khoa học đầu tiên năm 1912.